# Dithryca guttularis
Dithryca guttularis är en tvåvingeart som först beskrevs av Johann Wilhelm Meigen 1826.  Dithryca guttularis ingår i släktet Dithryca och familjen borrflugor. Enligt den finländska rödlistan är arten nära hotad i Finland. Arten är reproducerande i Sverige. Artens livsmiljö är friska gräsmarker. Inga underarter finns listade i Catalogue of Life.

## Bildgalleri

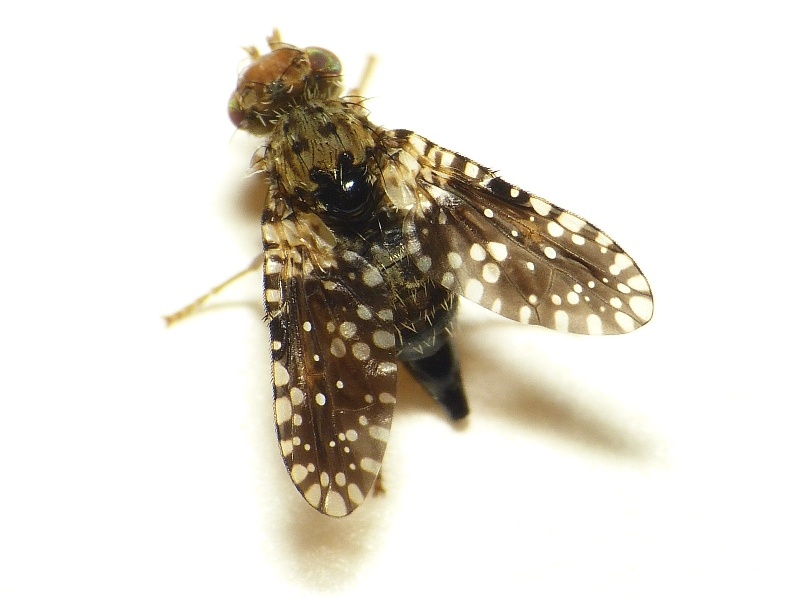